# Atractocerops ceylanicus
Atractocerops ceylanicus là một loài ruồi trong họ Tachinidae.